# Braille español
El braille español o castellano es el alfabeto braille utilizado para la lengua española. Consta de 256 patrones lingüísticos codificados. El alfabeto braille español está basado en el braille francés, por lo que se representa la letra ñ (inexistente en francés) con la vocal ï (inexistente en español). El alfabeto está regulado por el Consejo Iberoamericano del Braille, el cual se articula con la Comisión Braille Española y la Comisión Braille Latinoamericana.

## Transcripción del braille
Existen diversos métodos de transcripción del braille, conocidos como «grado 1», «grado 2» y «grado 3». El braille de grado 1 es el sistema de transcripción más empleado y el método único y oficial para la publicación en España, según el acuerdo adoptado por la Comisión Braille Española.
En México, la Ley General para la Inclusión de las Personas con diversidad funcional, no prevé el método de transcripción del braille, sin embargo, lo considera como el sistema para la comunicación representado mediante signos en relieve, leídos en forma táctil por los ciegos. En la actualidad se inició una promoción para la interpretación de este sistema de lectoescritura. Existen múltiples asociaciones, bibliotecas y centros de capacitación para ciegos, lo que significa la integración a la sociedad mexicana de este grupo de personas con discapacidad visual. Sin embargo, no hay todavía una cultura de comercialización editorial debido a la falta de impresoras, y a que un libro traducido al braille es hasta tres o cuatro veces más voluminoso que uno escrito en tinta.

## Descripción del alfabeto

a, 1
b, 2
c, 3
d, 4
e, 5
f, 6
g, 7
h, 8
i, 9
j, 0
k
l
m
n
ñ
o
p
q
r
s
t
u
v
w
x
y
z
á
é
í
ó
ú
ü
&
Punto.

- Punto .
Prefijo numérico
Mayúsculas
Coma ,
Dos puntos :
Punto y coma ;
Signo de interrogación ¿ ?
Signo de exclamación ¡ !
Comillas "
Paréntesis de apertura (
Paréntesis de cierre )
Guion -
Asterisco o Énfasis *
Signo igual =
Arroba (símbolo) @

### Ejemplo de transcripción

Representan el número seis (prefijo de número + f = 6).

## Usuarios por país

### México
En 2010, existían un total de 1 292 201 mexicanos con un grado de discapacidad visual (27,2 % del total de discapacitados a nivel nacional), por lo que se cree que solo un 10 % de ellos son lectores del alfabeto braille español, es decir, ~130 000 aproximadamente.